# Grammomys buntingi
Grammomys buntingi — вид мишоподібних гризунів родини мишеві (Muridae). Вид поширений у Західній Африці (Кот-д'Івуар, Гвінея, Ліберія, Сенегал і Сьєрра-Леоне). Населяє субтропічні або тропічні вологі рівнинні ліси і субтропічні або тропічні вологі савани.
Таксон поєднано з Grammomys macmillani.

## Опис
Це гризун дрібних розмірів, з довжиною голови і тіла 102—108 мм, довжина хвоста 158—171 мм, довжина стопи 23-24 мм, довжина вух 15-16 мм. Хутро сіро-оливкового забарвлення. Черево біле відмежоване від боків жовто-коричневою смугою.